# Tortula submutica
Tortula submutica là một loài Rêu trong họ Pottiaceae. Loài này được Broth. miêu tả khoa học đầu tiên năm 1898.